# Christian Coffinet
Christian Coffinet, né le 12 juillet 1923 et mort le 18 mai 2011, est un journaliste, écrivain et scénariste français, lauréat du prix des Deux Magots 1949.

## Biographie
Christian Coffinet, devenu, après des études de chirurgie dentaire, jeune romancier prolifique dans l'immédiat après-guerre, résolument anticonformiste et concevant la littérature comme l'expression d'une liberté totale, disparaît de la vie publique une vingtaine d'années à partir de 1958. Mêlant lyrisme, érotisme, ironie cynique et révolte politique, les romans qu'il signe lors de son retour à la littérature confirment son statut de marginal absolu où la solitude du vagabond est le prix à payer de sa liberté.
Avant cela, il avait adapté lui-même certains de ses romans au cinéma notamment avec La Fille de proie sorti sous le titre  La Moucharde, film de Guy Lefranc  (1958).

## Œuvre
- 1948 : Les Voyous, éditions du Pavois
- 1948 : Autour de Chérubine, éditions Fournier-Valdès — prix des Deux Magots 1949
- 1949 : Le Quatrième Commandement, éditions Fournier-Valdès
- 1949 : Merveilleuse, collection la Gazette des lettres, éditions du Pavois
- 1949 : Sale Coin, éditions Fournier-Valdès
- 1953 : La Fille de proie, éditions du Scorpion, réédition 1958 La Moucharde
- 1955 : Les Jeux de mains, éditions du Scorpion
- 1955 : Les Propositions malhonnêtes, Le monde tel qu'il est, éditions du Scorpion
- 1956 : La Poudre aux yeux, éditions du Scorpion
- 1974 : Le Détonateur, éditions Fayard
- 1976 : La Danse du cobaye, éditions Jean-Claude Lattès
- 1977 : La Jambe de mon père, éditions Jean-Claude Lattès
- 1977 : Qui se sent bien en Malaisie ?, éditions Jean-Claude Lattès